# Predor pod Mont Blancom
Predor pod Mont Blancom (francosko Tunnel du Mont-Blanc, italijansko Traforo del Monte Bianco) je cestni predor, ki poteka skozi Alpe pod goro Mont Blanc. En konec predora se nahaja v Franciji in drugi v Italiji, s čimer predor povezuje francosko mesto Chamonix z italijanskim Courmayeurjem ter je del evropske poti E25. Predstavlja eno od najpomembnejših čezalpskih prometnih poti, posebej za Italijo, ki skozenj prepelje kar eno tretjino tovora, namenjenega na sever Evrope. Pot iz Francije v Torino skrajšuje za 50 kilometrov in v Milano za 100 kilometrov. Leži severovzhodno od vrha Mont Blanca in okoli 15 kilometrov jugozahodno od tromeje s Švico.
Gradnja predora se je začela leta 1959 in je bila končana 1965. Predor je dolg 11 611 metrov, širok 8,6 metra in visok 4,35 metra. Oblikovan je rahlo v obliki obrnjene črke V, kar omogoča učinkovitejše prezračevanje. Vhod na francoski strani se nahaja na nadmorski višini 1274 metrov in na italijanski strani 1381 metrov, medtem ko nadmorska višina najvišje točke predora znaša 1395 metrov. Predor je enoceven s po enim pasom za vsako smer. Ob izgradnji je bil trikrat daljši od kateregakoli dotlej obstoječega avtocestnega predora.
Predor poteka skoraj točno pod gorskim vrhom Aiguille du Midi; na tej točki znaša njegov nadsloj 2480 metrov, s čimer je drugi najgloblji delujoči predor na svetu, takoj za baznim predorom Gotthard, ki je rahlo globlji.
Predor sta sprva upravljali dve podjetji, ki sta nadzorovali vsako 50 % predora: francosko Autoroutes et tunnel du Mont-Blanc (ATMB) in italijansko Società italiana per azioni per il Traforo del Monte Bianco (SITMB). Po požaru leta 1999, ki je pokazal, kako medsebojno nekoordinirano upravljanje ogroža varnost predora, s predorom upravlja eno podjetje z imenom MBT-EEIG, ki je v skupni lasti ATMB in SITMB.

## Gradbena statistika
- Delovna sila: 5 inženirjev in 350 delavcev je po ocenah delalo 4 600 000 delovnih ur, da je končalo projekt.
- Eksploziv: 711 ton eksploziva je bilo uporabljeno za razstrelitev 555 000 kubičnih metrov skal.
- Energija: 37 milijonov kilovatnih ur in 2,7 milijona litrov goriva za stroje in tovornjake.
- Ostale značilnosti: 771 240 vijakov, 6900 vrtalnih palic, 300 ton železa je bilo uporabljenih za podporo obokov ter 5000 kubičnih metrov opaža za 60 000 ton cementa.

## Zgodovina do leta 1999
- 1946: Prvih 100 metrov so zvrtali na italijanski strani in s tem označili, da so projekt začeli izvajati.
- 1947: Podpisan je bil francosko-italijanski sporazum za načrtovanje predora pod Mont Blancom.
- 1953: Vladi sta podpisali listino za gradnjo predora: v francoski leta 1954 in v italijanski leta 1957.
- 1957: Ustanovljeno je bilo podjetje STMB (Société du tunnel du Mont Blanc), ki je kasneje leta 1996 postalo ATMB (Autoroutes et Tunnel du Mont Blanc).
- 1959: Maja je francosko in italijansko ministrstvo za javna dela uradno pričelo z vrtanjem. 30. maja je v francoskem mestu Chamonix potekala slovesnost ob začetku vrtanja. Objavljeno je bilo, da bo lahko ogromni, 75-tonski vrtalni stroj izvrtal predor v 30 mesecih.
- 4. avgust 1962: Italijanski in francoski delavci so se srečali – predor je bil uspešno prevrtan z zamikom med ekipama za samo 13 centimetrov.
- 16. julij 1965: Slovesna otvoritev predora v prisotnosti francoskega predsednika Charlesa de Gaulla in italijanskega predsednika Giuseppeja Saragata.
- 19. julij 1965: Predor so odprli za promet.
- 1973: Odprli so prvi odsek avtoceste Blanche.
- 1978: Varovanje z video sistemom je bilo nameščeno na vsakih 300 metrov, kapaciteta dovoda svežega zraka je bila povišana na 900 kubičnih metrov na sekundo.
- 1980: Zgrajen je bil dodatni zračni jašek premera 7 metrov za odvajanje slabega zraka na francoskem delu predora.
- 1990: V načrtu večletne modernizacije je bilo narejeno:
  - Namestitev tretje generacije video sistema z optičnimi vlakni za prenos slike
  - Gradnja 18 zaklonišč za primer nezgod, ki so pod zračnim tlakom.
  - Gradnja varnostnih odstavnih niš vsakih 100 metrov.
  - Gradnja požarnih pršilnikov, ki so pod pritiskom.
  - Zamenjava telefonskih terminalov, požarnih aparatov in električnih generatorjev
- 1997: Začetek delovanja sistema za odkrivanje požara in študija za avtomatsko odkrivanje tega in namestitev spremenljive prometne signalizacije za opozarjanje in hitrost.[5]

Količina prometa skozi predor je stalno naraščala do leta 1994, tudi po odprtju cestnega predora Fréjus leta 1980; odtlej ostaja iz leta v leto približno enaka.

## Požar leta 1999
24. marca 1999 je 39 ljudi umrlo, potem ko je belgijski tovornjak, ki je prevažal moko in margarino, v predoru zajel požar.
Po nekaj kilometrih vožnje skozi predor v smeri iz Francije proti Italiji je voznik tovornjaka opazil bel dim, ki se je valil izpod njegove kabine. Voznik je ustavil tovornjak sredi predora, da bi poskusil pogasiti dim, a je kmalu zatem iz dima izbruhnil večji ogenj, ki se je nato razširil na ves tovornjak. Ker Degrave ni mogel pogasiti tako velikega požara, je bil prisiljen pobegniti.
Ko so uslužbenci predora sprožili požarni alarm in s tem ustavili nadaljnji promet v predor, je bilo v njem vsaj 10 avtomobilov in 18 tovornjakov, ki so vstopili s francoske strani. Nekaj vozilom iz smeri Italije je uspelo prevoziti ustavljeni goreči tovornjak, nekaterim avtomobilom iz smeri Francije se je uspelo obrniti in odpeljati nazaj v Francijo, ostali so bili ujeti. Predor se je zelo hitro napolnil z gostim in strupenim dimom in električna napeljava se je stalila, zaradi česar je v predoru nastala tema. Večina voznikov se je zaprla v vozila, zaprla okna in čakala na reševalce in gasilce. Motorji vozil so nehali delovati zaradi pomanjkanja kisika, ki je potreben za delovanje. Številni vozniki, ki so izstopili iz vozil in poskušali doseči zaklonišča, so hitro omagali zaradi strupenega dima, ki je med drugim vseboval ogljikov monoksid in cianid.
V nekaj minutah sta se v predor odpravili dve gasilski vozili iz Chamonixa, da bi pogasili požar, vendar gasilci niso mogli doseči mesta požara in so se bili prisiljeni zateči v ognjevarna zaklonišča. Po petih urah jih je rešila druga ekipa gasilcev, ki jih je dosegla skozi prezračevalni jašek. Od 15 ujetih gasilcev jih je bilo 14 v hudem zdravstvenem stanju, eden (njihov poveljnik) pa je umrl v bolnišnici.
Nekaj ljudem je uspelo zbežati v ognjevarna zaklonišča. Požar je trajal 53 ur in dosegel temperaturo 1000 stopinj Celzija. Resnosti požara je v veliki meri botrovala margarina, ki jo je prevažal tovornjak, ki je začel požar, ogenj pa se je razširil na druga tovorna vozila, ki so prav tako prevažala vnetljive tovore. Nadzorniki predora so učinek še povečali z dovajanjem svežega zraka iz smeri Italije, kar je podpihovalo ogenj in potiskalo dim vzdolž predora. Ujeta so bila vozila, ki so prihajala iz smeri Francije in obstala za gorečim tovornjakom, medtem ko so bila vozila na italijanski strani požara zvečine neprizadeta. 27 ljudi je umrlo v svojih vozilih in 11 jih je umrlo, potem ko so poskušali pobegniti peš. Od 50 ujetih ljudi jih je preživelo 12. Da se je predor dovolj ohladil za začetek preiskave in popravil, je trajalo več kot pet dni.
Predor so ponovno odprli 9. marca 2002 s številnimi varnostnimi izboljšavami, za katere so porabili 481 milijonov dolarjev. Novosti so vključevale računalniško opremo za zaznavanje nevarnosti, dodatna zaklonišča, vzporedni evakuacijski jašek in gasilno postajo na sredini predora. Zaklonišča so dobila tudi svoje dovode svežega kisika, vsako od njih pa je dobilo video povezavo z nadzornim centrom, prek katere lahko komunicirajo z ujetimi in jim sporočajo, kaj natančno se dogaja v predoru. Na vsaki strani predora je bila postavljena postaja za daljinski pregled vozil oziroma tovora, ki pred vstopom v predor zazna morebitno pregrevanje.
Po požaru so v Franciji sodili 16 osebam in družbam zaradi uboja, od katerih jih je bilo 13 spoznanih za krive. Vodja varnosti v predoru je bil obsojen na 6 mesecev zapora in dodatno na dve leti pogojne zaporne kazni. Bivši predsednik francoskega podjetja za upravljanje predora je bil obsojen na 2 leti pogojnega zapora in 18 000 dolarjev kazni; voznik tovornjaka, ki je zagorel, je dobil 4 mesece pogojnega zapora; sedem drugih ljudi, vključno z italijanskim vodjem varnosti v predoru, je prejelo odpoved delovnega razmerja in denarne kazni. Tri podjetja so prejela po 180 000 dolarjev kazni.

## Cestnina
Cestnina za osebna vozila v eno smer znaša okoli 45 evrov, za motorna kolesa, avtodome in tovorna vozila veljajo drugačne tarife. Povratna vozovnica vključuje povratno vožnjo po četrtini cene enosmerne vozovnice. Cena vozovnice na italijanski in francoski strani se lahko rahlo razlikuje zaradi različnih stopenj DDV.

## Varnost v predoru
Predor je močno varovan z najrazličnejšimi varnostnimi sistemi, ki vključujejo opremo za prezračevanje ter odvajanje dima, požarne pršilnike, 3860 detektorjev dima in ognja ter 120 kamer, ki jih v nadzorni sobi neprestano spremlja 18 operaterjev. Predor je opremljen z asistenčnim sistemom, ki glede na zaznane možne nevarnosti samodejno izvede nekatere varnostne ukrepe. Vozila so pred predorom opremljena z infrardečo kamero, ki zazna morebitno pregrevanje. Svetlobni znaki in opozorilne table prikazujejo omejitev hitrosti in zahtevano varnostno razdaljo. Nadzorovano spuščanje vozil skozi cestninske postaje v predor pripomore k preprečevanju zastojev v njem.
Varnostne niše z opremo za klic v sili se nahajajo na vsakih 100 metrov in odstavne niše za ustavitev vozila na 600 metrov. V predoru se nahaja 37 ognjevarnih zaklonišč, ki vsebujejo povezavo z nadzornim središčem in zasilni izhod skozi evakuacijski jašek. V sredini predora se nahaja gasilska postaja.
Najmanjša dovoljena hitrost v predoru znaša 50 km/h in največja dovoljena hitrost 70 km/h. Zahtevana je varnostna razdalja med vozili 150 metrov oziroma 100 metrov ob ustavitvi. Omejitve so strogo uveljavljene, vključno z 20 samodejnimi merilniki hitrosti vzdolž predora. Kazni za neupoštevanje pravil so lahko zelo visoke in se plačajo na izhodu iz predora, za hujše kršitve je zagrožen tudi odvzem vozniškega dovoljenja.